# Scop (poeta)
Un scop ( /ʃɒp/
 o  /skɒp/) era como se denominaba a un poeta en la poesía del inglés antiguo. El scop es la contraparte en inglés antiguo del skald en nórdico antiguo, con la importante diferencia de que "skald" se aplicó a personas históricas, y scop se usa, en su mayor parte, para designar a los poetas orales en la literatura del inglés antiguo. Se sabe muy poco sobre los scops y algunos estudiosos cuestionan su existencia histórica.

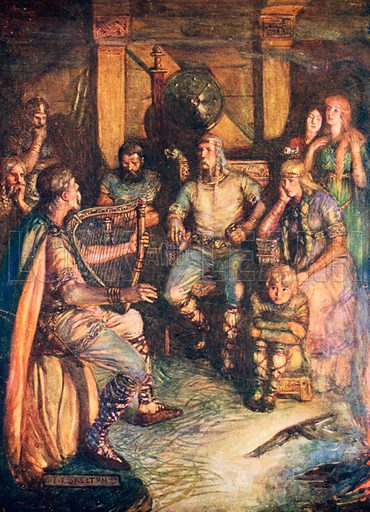
La poesía inglesa antigua tal como Beowulf fue compuesta para ser interpretada; existe amplio consenso que esto significa que fue cantada por un scop con acompañamiento musical. Ilustración de Joseph Ratcliffe Skelton, c. 1910

## Funciones
El scop, como el gleeman similar, era un recitador de poesía. Sin embargo, el scop se adjuntaba típicamente a un tribunal de forma relativamente permanente. Allí, probablemente recibió abundantes regalos por sus actuaciones. Las representaciones a menudo incluían la recitación de textos reconocibles como las "antiguas leyendas paganas de las tribus germánicas". Sin embargo, los deberes del scop también incluían componer su propia poesía en diferentes situaciones, el elogio de su maestro. Si bien algunos scops se trasladaron de corte en corte, eran (en términos generales) menos nómadas que los gleemen y tenían puestos de mayor seguridad.

## Etimología
El inglés antiguo scop y su afín en alto alemán antiguo scoph, scopf, scof (glosando poeta y vates; también poema) pueden estar relacionados con el verbo scapan "crear, formar" (nórdico antiguo skapa, antiguo alto alemán scaffan; forma en inglés moderno) , del proto-germánico *skapiz "forma, orden" (de un PIE *(s)kep- "cortar, cortar"), perfectamente paralelo a la noción de artesanía expresada por el propio poeta griego; Köbler (1993, p. 220) sugiere que la palabra germánica occidental puede ser un calco del latín poeta.

## Scop,scopfy relación conscold
Mientras que skop se convirtió en burla en inglés, el skald nórdico antiguo sigue vivo en una palabra del inglés moderno con un significado igualmente despectivo, regañar (scold). Hay un scopf homónimo del alto alemán antiguo que significa "abuso, burla" (en nórdico antiguo skop, que significa "burlarse, regañar", de ahí scoff), un tercer significado "mechón de pelo" y otro que significa "granero" (análogo al inglés shop). Todos pueden derivar de un proto-germánico *skupa.
Sin embargo, la asociación con bromear o burlarse era fuerte en el alto alemán antiguo. Había un skopfari glosando poeta y comicus y un skopfliod glosando canticum rusticum et ineptum y psalmus plebeius. Skopfsang, por otro lado, es de un registro más alto, glosando poema, poesis, tragoedia. Las palabras que implican bromear se derivan de otra raíz, protoindoeuropea *skeub- "empujar, empujar", relacionada con el inglés shove, shuffle, y el Oxford English Dictionary favorece la asociación de scop con esa raíz. La cuestión no puede decidirse formalmente ya que las formas proto-germánicas coincidieron en grado cero, y para la época de las fuentes supervivientes (de finales del siglo VIII), la asociación con ambas raíces puede haber influido en la palabra durante varios siglos.
Es característico de la tradición poética germánica que lo sagrado o heroico no puede separarse del estado de éxtasis o borrachera y de una broma tan burda (compárese con la Lokasenna, donde el poeta describe con humor a los dioses mismos como pendencieros y maliciosos), cualidades que se resumen en el concepto de *wōþuz, el atributo que da nombre al dios de la poesía, *Wōdanaz.

## Dudas sobre el scop anglosajón
El profesor de Literatura de la Universidad de California en San Diego, Seth Lerer, sugiere: "Lo que hemos llegado a considerar como la cualidad inherentemente 'oral' de la poesía inglesa antigua... [puede] ser una ficción literaria en sí misma". Los primeros eruditos ingleses tienen opiniones diferentes sobre si el poeta oral anglosajón realmente existió o no. Gran parte de la poesía que sobrevive tiene una calidad oral, pero algunos estudiosos argumentan que es un rasgo heredado de un período germánico anterior. Si, como creen algunos críticos, la idea del poeta oral anglosajón se basa en el antiguo nórdico Skald, puede verse como un vínculo con el pasado heroico de los pueblos germánicos. No hay pruebas de que existiera el "scop", y podría ser un recurso literario que permitiera que la poesía dé una impresión de oralidad y performance. Esta figura del poeta se repite a lo largo de la literatura de la época, real o no. Algunos ejemplos son los poemas Widsith y Deor, en el Libro de Exeter, que se basan en la idea del poeta mead-hall de la época heroica y, junto con el poema heroico anónimo Beowulf, expresan algunas de las conexiones poéticas más fuertes con la cultura oral en la literatura del período.